# Somogy vármegye védett természeti értékeinek listája
Ez a szócikk Somogy vármegye védelem alatt álló természeti értékeit sorolja fel.

## Nemzeti park
- A Duna–Dráva Nemzeti Park Dráva menti területei
- Barcsi-ősborókás

## Tájvédelmi körzetek
- Zselici Tájvédelmi Körzet
- Boronka-melléki Tájvédelmi Körzet

## Természetvédelmi területek

### Duna-Dráva Nemzeti Park
- Babócsai Basa-kert (13,2 ha)
- Baláta-tó (342 ha)
- Csokonyavisontai fás legelő (437,47 ha)
- Csombárdi-rét (53,4 ha)
- Rinyaszentkirályi erdő (62,8 ha)

### Balaton-felvidéki Nemzeti Park
- Látrány-puszta (230 ha)
- Nagybereki Fehérvíz
- Somogyvári Kupavár-hegy

## Helyi jelentőségű védett területek
| Település          | Név                                                           |
| ------------------ | ------------------------------------------------------------- |
| Babócsa            | A Várdomb és környéke                                         |
| Balatonberény      | Csicsergő-félsziget                                           |
| Balatonfenyves     | Platánfa (Közép u. 149.)                                      |
| Balatonföldvár     | Arany János utcai hársfasor                                   |
| Balatonföldvár     | Bajcsy-Zsilinszky utcai vadgesztenyesor                       |
| Balatonföldvár     | Erzsébet utcai vadgesztenyesor                                |
| Balatonföldvár     | Gábor Áron utcai vadgesztenyesor                              |
| Balatonföldvár     | Platánsorok                                                   |
| Balatonföldvár     | Séta utcai vadgesztenyesor                                    |
| Balatonszentgyörgy | Battyánpusztai vadkörtefák                                    |
| Barcs              | Belcsapuszta                                                  |
| Barcs              | Hősök tere                                                    |
| Barcs              | Somogytarnócai városrészközpont és a Széchenyi-kastély parkja |
| Bőszénfa           | Farkaslaki erdő                                               |
| Csurgó             | A Csokonai Vitéz Mihály Gimnázium parkja                      |
| Fonyód             | Fonyódi-erdő                                                  |
| Hedrehely          | Hedrehely–gyöngyöspusztai fasor                               |
| Hencse             | A Márffy-kúria parkja                                         |
| Kadarkút           | A fekete kökörcsin termőhelye                                 |
| Kadarkút           | Növénygyűjtemény                                              |
| Kaposvár           | A Deseda-tó és környéke                                       |
| Kaposvár           | Fák, fasorok                                                  |
| Kőkút              | A gyöngyöspusztai szociális otthon parkja                     |
| Kőkút              | Hedrehely–gyöngyöspusztai fasor                               |
| Kötcse             | Az evangélikus parókia kertje                                 |
| Kutas              | Apáti-mező                                                    |
| Kutas              | Keréki-legelő                                                 |
| Kutas              | Kocsányos tölgyek                                             |
| Kutas              | Vadgesztenyék                                                 |
| Lábod              | Pihenőpark                                                    |
| Magyaregres        | Desedai arborétum                                             |
| Nágocs             | Zichy park                                                    |
| Nagyatád           | A Korányi utcai játszótér facsoportja                         |
| Nagyatád           | A Mándy-kastély környezete                                    |
| Nagyatád           | A szülőotthon platán- és vadgesztenyefái                      |
| Nagyatád           | Az egykori dohánybeváltó üzem parkja                          |
| Nagyatád           | Dózsa György úti vadgesztenyesor                              |
| Nagyatád           | Széchenyi téri park                                           |
| Nagyatád           | Védett fák                                                    |
| Nagybajom          | Fás legelő                                                    |
| Nagyberki          | A Vigyázó-kastély parkja                                      |
| Péterhida          | Fás legelő                                                    |
| Porrogszentkirály  | A Fő utca védett fái                                          |
| Porrogszentkirály  | A temető védett fái                                           |
| Rinyabesenyő       | Tiszafák                                                      |
| Siófok             | Damjanich utcai öreg tölgy                                    |
| Siófok             | Szabadi magaspart                                             |
| Siófok             | Töreki tavak                                                  |
| Somogybükkösd      | A Perczel-kastély parkja                                      |
| Somogybükkösd      | A temető idős fái                                             |
| Somogyjád          | Millenniumi ifjúsági park                                     |
| Somogysárd         | A Somssich-kastély parkja                                     |
| Somogytúr          | A Bosnyák-kúria parkja                                        |
| Somogyvár          | A Széchenyi-kastély parkja                                    |
| Somogyvár          | Brézai-erdő                                                   |
| Somogyzsitfa       | A szőcsénypusztai földvárnál található nagy fák               |
| Szólád             | Molyhos tölgy                                                 |
| Szőlősgyörök       | A Jankovics-kúria parkja                                      |
| Teleki             | Házi berkenye                                                 |
| Újvárfalva         | A zergeboglár termőhelye                                      |
| Újvárfalva         | Fák, fasorok, cserjék                                         |
| Varászló           | Magas kőris                                                   |
| Varászló           | Tölgyfák                                                      |
| Zala               | A Zichy család sírkertje                                      |
| Zala               | Zichy park                                                    |